# أنتوني فيلد
أنتوني فيلد (بالإنجليزية: Anthony Field)‏ هو موسيقي ومنتج أفلام وكاتب أغاني أسترالي، ولد في 8 مايو 1963 في Kellyville, New South Wales ‏ في أستراليا.

## وصلات خارجية
- الموقع الرسمي
- أنتوني فيلد على موقع IMDb (الإنجليزية)
- أنتوني فيلد على موقع ميوزك برينز (الإنجليزية)
- أنتوني فيلد على موقع قاعدة بيانات الفيلم (الإنجليزية)